# Nyctimene malaitensis
Nyctimene malaitensis is een vleermuis uit het geslacht Nyctimene die voorkomt op de eilanden Malaita en San Cristobal in het zuiden van de Salomonseilanden. Deze soort behoort tot de N. albiventer-groep binnen Nyctimene. Zijn nauwste verwant is Nyctimene vizcaccia van de Bismarck-archipel en de Salomonseilanden; mogelijk is N. malaitensis slechts een ondersoort daarvan. Dieren uit San Cristobal zijn vergeleken met Nyctimene uit andere delen van de Salomonseilanden vrij groot.